# Ecnomus wladimiri
Ecnomus wladimiri är en nattsländeart som beskrevs av Francois-Marie Gibon 1992. Ecnomus wladimiri ingår i släktet Ecnomus och familjen trattnattsländor. Inga underarter finns listade i Catalogue of Life.